# Championnat d'Estonie de hockey sur glace
La Eesti Meistrivõistlused est la plus haute ligue de hockey sur glace en Estonie. Elle comprend à l'heure actuelle 4 équipes.

## Équipes

### Saison 2018-2019
| Équipe          | Ville        | Patinoire             | Capacité | Création |
| --------------- | ------------ | --------------------- | -------- | -------- |
| HC Kalev/Viking | Tallinn      | Tondiraba Ice Hall    | 7 700    | 2010     |
| Narva PSK       | Narva        | Narva Ice Hall        | 1 300    | 1976     |
| HC Everest      | Kohtla-Järve | Kohtla-Järve Ice Hall | 700      | 2012     |
| Tartu Välk 494  | Tartu        | Lõunakeskus Ice Hall  | 600      | 1994     |

### Anciennes équipes
| Équipe                    | Ville        | Patinoire            | Capacité | Création |
| ------------------------- | ------------ | -------------------- | -------- | -------- |
| Équipe d'Estonie U18      | Viljandi     | Viljandi Ice Hall    | 1 000    | 1992     |
| HC Tallinn                | Tallinn      | Škoda Ice Hall       | 1 000    | 2016     |
| Tallinna HK Stars         | Tallinn      | Linnahall            | Unknown  | 2002     |
| Tallinna KK-GMP           | Tallinn      | Škoda Ice Hall       | 1 000    | 2010     |
| Kohtla-Järve Viru Sputnik | Kohtla-Järve | Kohtla-Järve Jäähall | 2 000    | 2003     |
| HC Panter                 | Tallinn      | Škoda Arena          | 500      | 2001     |
| HC Vipers                 | Tallinn      | Tondiraba Ice Hall   | 7 700    | 2002     |

Le HC Big Diamonds Tartu, concourt dans le Championnat de Lettonie de hockey sur glace.

## Palmarès

### Championnat d'Estonie
- 1934 : Tallinna Kalev
- 1935 : Non décerné
- 1936 : Tartu ASK
- 1937 : Tallinna Kalev
- 1938 : Non décerné
- 1939 : Tartu ASK
- 1940 : Tallinna Sport

### Championnat de la République socialiste soviétique d'Estonie
- 1946 : Dinamo Tallinn
- 1947 : Tartu Dünamo
- 1948 : Dinamo Tallinn
- 1949 : Dinamo Tallinn
- 1950 : Tallinna LTM
- 1951 : Tallinna LTM
- 1952 : Dinamo Tallinn
- 1953 : Dinamo Tallinn
- 1954 : Dinamo Tallinn
- 1955 : Tartu Dünamo
- 1956 : Keemik (Kalev)
- 1957 : Tartu Dünamo
- 1958 : Tallinna Kalev
- 1959 : Tallinna Kalev
- 1960 : Tallinna Kalev
- 1961 : Tallinna Kalev
- 1962 : Tallinna Kalev
- 1963 : Tallinna Ekskavaator
- 1964 : Tallinna Taksopark
- 1965 : Tallinna Tempo
- 1966 : Tallinna Ekskavaator
- 1967 : Narva 2000 (Narva Kreenholm)
- 1968 : Tallinna Tempo
- 1969 : Narva 2000 (Narva Kreenholm)
- 1970 : HK Keemik
- 1971 : Narva 2000 (Narva Kreenholm)
- 1972 : HK Keemik
- 1973 : Narva 2000 (Narva Kreenholm)
- 1974 : HK Keemik
- 1975 : Narva 2000 (Narva Kreenholm)
- 1976 : HK Keemik
- 1977 : HK Keemik
- 1978 : Tallinna Talleks
- 1979 : HK Keemik
- 1980 : HK Keemik
- 1981 : Tallinna Talleks
- 1982 : Sillamäe Kalev
- 1983 : HK Keemik
- 1984 : HK Keemik
- 1985 : HK Keemik
- 1986 : Narva 2000 (Narva Kreenholm II)
- 1987 : HK Keemik
- 1988 : Narva 2000 (Narva Kreenholm II)
- 1989 : HK Keemik
- 1990 : Narva 2000 (Narva Kreenholm II)

### Meistriliiga
- 1991 : Narva 2000 (Narva Kreenholm II)
- 1992 : Narva 2000 (Narva Kreenholm)
- 1993 : Narva 2000 (Narva Kreenholm)
- 1994 : Narva 2000 (Narva Kreenholm)
- 1995 : Narva 2000 (Narva Kreenholm)
- 1996 : Narva 2000 (Narva Kreenholm)
- 1997 : Välk 494
- 1998 : Narva 2000 (Narva Kreenholm)
- 1999 : Välk 494
- 2000 : Välk 494
- 2001 : Narva 2000
- 2002 : Välk 494
- 2003 : Välk 494
- 2004 : HC Panter
- 2005 : HK Stars
- 2006 : HK Stars
- 2007 : HK Stars
- 2008 : Välk 494
- 2009 : HK Stars
- 2010 : Kohtla-Järve Viru Sputnik
- 2011 : Tartu Kalev-Välk
- 2012 : Tartu Kalev-Välk
- 2013 : Tallinn Viiking Sport
- 2014 : Tallinn Viiking Sport
- 2015 : Tartu Kalev-Välk
- 2016 : Narva PSK
- 2017 : Narva PSK
- 2018 : HC Viking
- 2019 : Tartu Kalev-Välk
- 2020 : Tartu Kalev-Välk
- 2021 : Tartu Kalev-Välk
- 2022 : Tartu Kalev-Välk

| Titres | Équipe                    | Saison |
| ------ | ------------------------- | --- |
| 18     | Narva PSK                 | 1967, 1969, 1971, 1973, 1975, 1986, 1988, 1990, 1991, 1992, 1993, 1994, 1995, 1996, 1998, 2001, 2016, 2017 |
| 13     | Kohtla-Järve HK Keemik    | 1956, 1970, 1972, 1974, 1976, 1977, 1979, 1980, 1983, 1984, 1985, 1987, 1989                               |
| 13     | Tartu Kalev-Välk          | 1997, 1999, 2000, 2002, 2003, 2008, 2011, 2012, 2015, 2019, 2020, 2021, 2022                               |
| 7      | Tallinn Kalev             | 1934, 1937, 1958, 1959, 1960, 1961, 1962                                                                   |
| 6      | Dinamo Tallinn            | 1946, 1948, 1949, 1952, 1953, 1954                                                                         |
| 4      | HK Stars                  | 2005, 2006, 2007, 2009                                                                                     |
| 3      | Dinamo Tartu              | 1947, 1955, 1957                                                                                           |
| 3      | HC Viking                 | 2013, 2014, 2018                                                                                           |
| 2      | Tartu ASK                 | 1936, 1939                                                                                                 |
| 2      | Tallinn Ekskavaator       | 1963, 1966                                                                                                 |
| 2      | Tallinn LTM               | 1950, 1951                                                                                                 |
| 2      | Tallinn Talleks           | 1978, 1981                                                                                                 |
| 2      | Tallinn Tempo             | 1965, 1968                                                                                                 |
| 1      | Sillamäe Kalev            | 1982 |
| 1      | HC Panter                 | 2004 |
| 1      | Tallinn Taksopark         | 1964 |
| 1      | Tallinn Sport             | 1940 |
| 1      | Kohtla-Järve Viru Sputnik | 2010 |